# Wegekreuz Bruchstraße

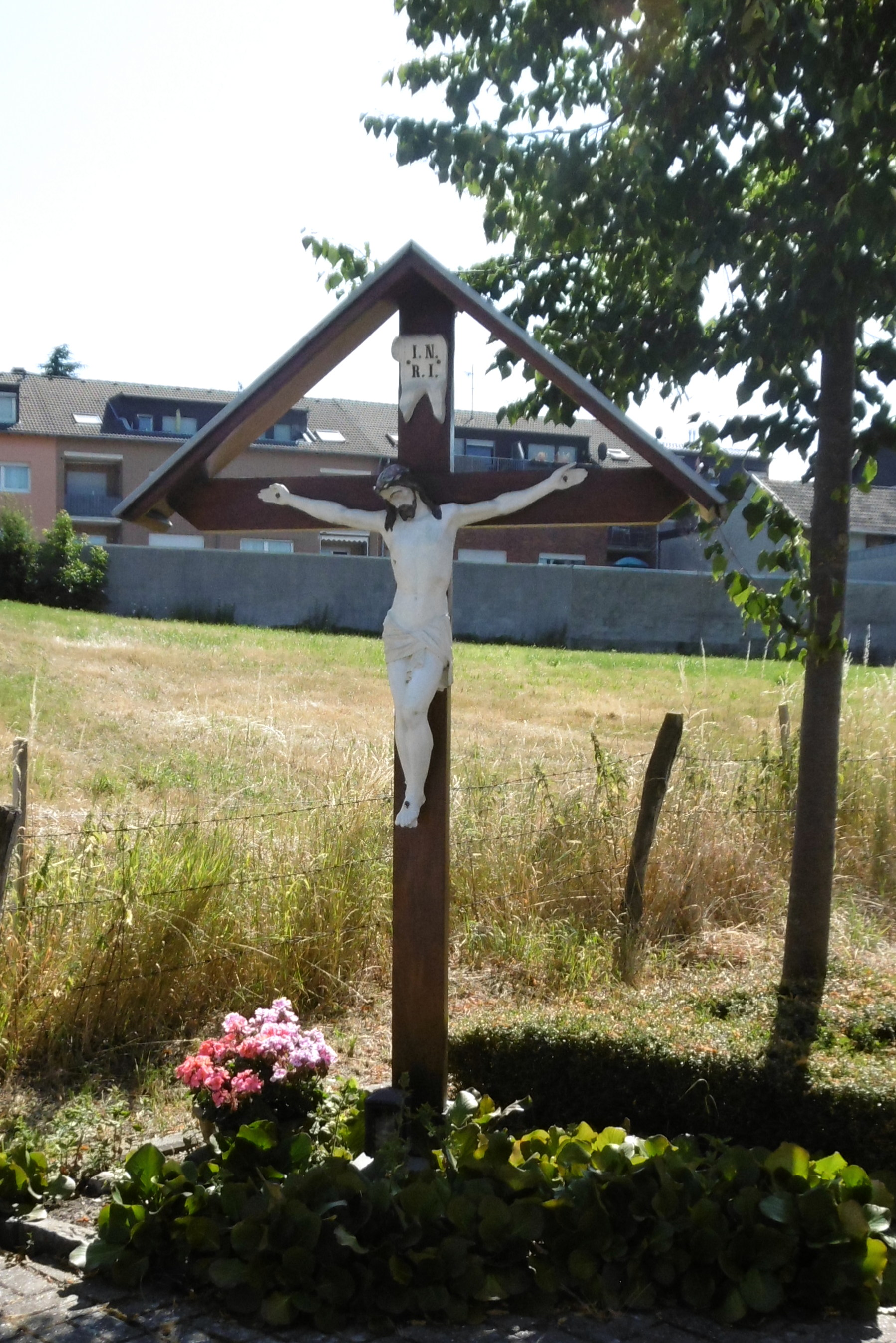
Wegekreuz in der Bruchstraße

Das Wegekreuz Bruchstraße steht in der Bruchstraße gegenüber der Einmündung Müselter Weg im Aachener Stadtteil Eilendorf.

## Geschichte
Der Standort des Kreuzes veränderte sich im Laufe der Zeit mehrfach, so stand es bis 1908 an der Straßenkreuzung Steinstraße, Lindenstraße und Von-Coels-Straße. Zum damaligen Zeitpunkt befand sich ein Wasserpfuhl zur Viehtränke und eine öffentliche Pumpe bei dem Kreuz. Durch Erschließungsmaßnahmen im selben Jahr musste das Kreuz weichen und fand seinen neuen Standort in der Bruchstraße.  
Im Jahr 1978 musste das Kreuz aufgrund von Baumaßnahmen kurzzeitig weichen. 1980 wurde es restauriert und fand in der Straße etwas versetzt seinen heutigen Platz. Dieser Platz war vor dem Ausbau der Von-Coels-Straße zwischen 1829 und 1830 der ehemalige Weiler Im Bruch und der Weg von Aachen nach Stolberg. Es ist anzunehmen, dass zu damaliger Zeit ebenfalls ein Kreuz an dieser Stelle stand.
Im Jahr 2015 wurde das Kreuz Opfer von Vandalismus und wurde dadurch erheblich beschädigt. Die Beseitigung der Schäden dauerte mehrere Wochen.